# Goetzingen
Goetzingen är en ort i Luxemburg.   Den ligger i distriktet Luxemburg, i den centrala delen av landet, 12 kilometer nordväst om huvudstaden Luxemburg. Goetzingen ligger 322 meter över havet och antalet invånare är 341.
Terrängen runt Goetzingen är platt, och sluttar österut.  Runt Goetzingen är det tätbefolkat, med 550 invånare per kvadratkilometer.. Närmaste större samhälle är Luxemburg, 11,9 kilometer sydost om Goetzingen. 
Trakten runt Goetzingen består till största delen av jordbruksmark.